# 13009 Волощук
13009 Волощу́к (13009 Voloshchuk) — астероїд головного поясу, відкритий 13 серпня 1985 року.
Тіссеранів параметр щодо Юпітера — 3,348.
Названо на честь Юрія Івановича Волощука (нар. 1941 — пом. 2019) радіоастронома і професора Харківського національного університету радіоелектроніки.